# Дело Томаша Коменды
Дело Томаша Коменды — длительный судебный казус, произошедший в Польше и продолжавшийся 18 лет. Молодой парень был обвинён в убийстве 15-летней девочки Малгожаты Квятковской и осуждён на основании лишь косвенных улик. Его невиновность была доказана лишь много лет спустя.
Случай является одной из самых длинных судебных ошибок в польской юридической истории.

## Казус
«У меня же с моими обвинениями не было вообще никаких прав. Меня многократно избивали. Когда заключенные набрасывались на меня, охранники отворачивали головы, когда я обращался к психологу за помощью, вместо того, чтобы слушать меня, он поливал цветы, вытирал пыль и перекладывал папки. Чтобы выживать, мне приходилось последним ложиться спать и первым просыпаться. Три раза заключенные вытягивали меня из петли, хотя я не знаю, почему, ведь все они желали мне смерти»
В ночь на 1 января 1997 года в городке Милошице 15-летняя школьница Малгожата Квятковска была убита и изнасилована после новогодней вечеринки. Несмотря на то, что ряд улик указывал на то, что преступление было групповым, главным подозреваемым в итоге стал один лишь Томаш Коменда. 12 свидетелей обеспечили ему алиби, отмечая, что Томаш вообще встречал Новый год в другом населённом пункте.
Главной уликой обвинения стали результаты ДНК-теста, на одежде жертвы был обнаружен волос Томаша. В 2000 году городской суд Вроцлава вынес приговор Томашу Коменде — 25 лет тюремного заключения. В тюрьме Томаш подвергался различным унижениям и несколько раз пытался покончить с собой. Его попытки обжаловать приговор оставались безуспешными.
В 2017 и 2018 году было проведено расследование по факту возможных фальсификаций в деле об убийстве Малгожаты Квятковской. Перепроверка дела и новые результаты экспертиз доказали невиновность Коменды. 16 мая 2018 года Верховный суд Польши признал Томаша Коменду невиновным по всем пунктам обвинения.
Спустя многие годы перед судом стал Иренеуш М., который говорит о своей невиновности.
Томаш Коменда умер 21 февраля 2024 года в возрасте 47 лет от рака.

## В массовой культуре
Гжегож Глушак написал книгу о Томаше Коменде, которую назвал «25 lat niewinności. Historia Tomasza Komendy» («25 лет невиновности. История Томаша Коменды», книга на русский язык не переводилась).
Также был снят художественный фильм «25 lat niewinności. Sprawa Tomasza Komendy» («25 лет невиновности. Дело Томаша Коменды»), польская сенсационная драма 2020 года режиссера Яна Холоубека и мини-сериал 2021 года.